# Traumatska dijafragmalna hernija
Traumatska dijafragmalna hernija je prekida kontinuiteta kilne kese nastala kao posledica dejstva mehaničke sile tokom povreda ili hirurških intervencija.

## Osnovni pojmovi
Dijafragmalna kila
Dijafragmalna hernija je poremećaj koji nastaje kada neki od trbušnih organa prođu u grudnu duplju kroz „nenormalan” otvor u dijafragmi (prečagi). Češće se javlja na levoj strani. Najčešći oblik dijafragmalne hernije je hijatalna hernija, kod koje kardija i fundus želuca prolabiraju kroz ezofagusni (jednjačni) otvor, u grudnu duplju. Hijatusne hernije dele sa na četiri grupe: klizajuće, paraezofagusne, hernije s urođeno kratkim ezofagusom i kombinovane (koja su najbrojnije i javljaju se u oko 80% slučajeva).
Oblici dijafragmalne kile
Prema uzrok nastanka dijafragmalne hernije se dele na:
- Netraumatske, koje mogu boti urođene i stečene
- Traumatske, koje nastaju pod dejstvom mehaničke sile (npr nakon povreda ili hirurških intervencija).

## Epidemiologija
Kod bolesnika koji su primljeni na lečenje u bolnicu nakon teške traume, u 3-5% slučajeva pored ostalih povreda utvrđena je i dijafragmalna kila.
Polne razlike
Muško ženski odnos kod dijafragmalne kile je 4: 1. 
Starosne razlike
Kila se najviše javlja kod bolesnika u trećoj deceniji života. 
Morbiditet
Oko 0,8 do 1,6% bolesnika sa tupom traumom ima i rupturu dijafragme, sa pojavom dijafragmalne kile, što čini 75% svih dijafragmalnih kila bilo koje etiologije. Oko 69% od svih kila lociran je na levoj strani tela, 24% na desnoj, a 15% obostrano.

## Etiopatogeneza
Stečene traumatske hernije unazad nekoliko decenija sve češće javljaju, zbog naeprestanog rasta broja saobraćajnim nesrećama i povreda na radu. Prisustvo jetre kao čvrstog organa na desnoj strani utiče da se povrede, odnosno rascepi dešavaju skoro uvek na levoj strani dijafragme.
Više od polovine ili oko 53% dijafragmalnih hernija otpada na one koje su nastaju tupim povredama. Dok oko pola dijafragmalnih hernija, ili 44%, nastaje nakon penetrantnih povreda, i one inicijalno ne daju simptome. 
Faze u razvoju hernije
Traumatska dijafragmalna hernija može proći kroz tri faze: akutnu, latentnu i opstruktivnu.

## Klinička slika
Kod manjih povreda simptomi su oskudni. Zato male dijafragmalne hernije obično ostaju nedijagnostikovane mesecima ili godinama nakon traume, sve dok se kod bolesnika ne pojavi neka od komplikacija, npr. strangulacija unutartrbuđnih organa, ispnoja ili nespecifične želudačno crevne smetnje.
Međutim kod izraženijih povreda u akutnoj fazi traumatska hernija dijafragme manifestuje se kombinacijom respiratornih i gastrointestinalnih simptoma, među kojima dominiraju:
- depresiju disanja praćena dispnejom i pad cirkulacije kao posljedicu smanjene funkcije dijafragme ili obimnijeg krvarenja,
- kompresije pluća od strane trbušnog sadržaja koji prolabira u grudni koš,
- pomeranja medijastinuma (sredogruđa) i kompromitovanja srčanog rada.
- znaci ileusa.

## Dijagnoza
Dijagnoza se postavlja; radiografskim i ultrasonografskim snimanjem.
Radiografija
- Rutinski rendgen grudnog koša otkriva tek svaku treću (33%) dijafragmalnu herniju, a može imati i normalan izgled u 30% slučajeva. U akutnoj fazi radiografija grudnog koša predstavlja najbolji skrining test.[6]
- Nativan snimak trbuha u stojećem stavu je u najvećem broju slučajeva dijagnostički. Nativni rendgenski snimak grudnog koša će pokazati neprozirnu sliku, ako je omentum u pleuri ili veći broj hidroaeričnih sjenki, ako je crevo dislocirano u grudni koš. Elevirana dijafragma, hematotoraks i crevne vijuge u toraksu su dovoljan putokaz za postavljanje dijagnoze. Ostali nalazi obuhvataju pomeranje medijastinuma, pleuralno zadebljanje i atelektazu. Posebno, hernijacija želuca u grudni koš može biti zamenjena za atelektazu pluća, pneumotoraks ili hemopneumotoraks. Takođe, veći izlivi u pleuralnoj šupljini mogu maskirati kliničke, pa i radiološke znake prisustva abdominalnih organa u toraksu. Radiološki se u hemitoraksu registruje hidroaerična senka koja se ponekad može zameniti hidropneumotoraksom.
- Kontrastno rendgensko ispitivanje će potvrditi sumnju da su organi iz trbuha dislocirani u grudni koš. Pasažom barijumskog kontrasta kroz gastrointestinum može se identifikovati unutargrudni položaj želuca i creva. Zato se sve dijafragmalne hernije dokazuju kontrastnim pregledom sa barijumskom suspenzijom, bilo da je ona data per os ili putem klizme (irigoskopija).

Ultarsonografija
Ukoliko je kilni sadržaj parenhimskih organ (mekotkivna senka na radiografiji) koristi se ultrazvučni pregled. Ultrazvučni pregled prečage istovremeno prikazuje mesta oštećenja (rascepe, rupture), traumatske lezije parenhimskih organa: jetre, slezine, pankreasa, bubrega, nadbubrežnih žlezda.
Laparoskopija i torakoskopija
Upotrebom videoasistirane torakoskopije i laparaskopije kao standardnih dijagnostikih metoda, može se postići minimalno invazivna eksploracija pleuralnog odnosno peritonealnog prostora na osnovu koje se može izabrati optimalan hirurški pristup za zbrinjavanje torakoabdominalne traume.

## Terapija
Urgentan hirurški tretman, nakon inicijalne reanimacije i resuscitacije, zahteva manji broj pacijenata sa rupturom dijafragme u akutnoj fazi, koji se prezentuju masivnim prolapsom unutartrbušnih organa u pleuralni prostor ili luksacijom srca. Ovi pacijenti optimalno se zbrinjavaju laparatomijom, koja veoma retko zahteva i udruženu torakotomiju. Razlog je visoka učestalost udruženih povreda unutartrbušnih organa. Ovakav pristup je većinom potreban kod povreda leve hemidijafragme. 
Kod povreda desne hemidijafragme, naročito posterolateralnih, osim inicijalne laparatomije u znatno većem procentu je potrebna i desna torakotomija da bi se ruptura dijafragme zbrinula i jetra bez posledica reponovala u trbušnu duplju.
U slučaju latentnih ruptura, odnosno ruptura koje se manifestuju ili otkrivaju 48 ili više sati po povređivanju, kao metoda izbora moguće je primena i laparatomiju i torakotomije sa jednakim uspehom, jer nema povreda unutartrbušnih organa, odnosno krvavljenja. Torakotomiji se daje prednost kod desnostranih povreda.  Kod povreda koje se kasno prepoznaju ili hirurški leče nakon 7-10 i više dana, intratorakalne adhezije su već formirane i tretman izbora je torakotomija na povređenoj strani. Bez obzira na vreme kada se pristupa hirurškom lečenju najveći broj rascepa dijafragme može se zbrinuti tehnikom direktne suture, koja podrazumeva pojedinačne, povratne šavove, neresorptivnim materijalom (silk ili politetrafluoroetilen 1/0) uz mogućnost dodatnog produžnog šava 2/0 politetrafluoroetilenom.
Jedan broj traumatskih ruptura dijafragme može se i definitivno zbrinuti i primenom videoasistirane torakoskopije.